# Bordásholyvaformák
A bordásholyvaformák (Micropeplinae) a rovarok (Insecta) osztályában  a holyvafélék (Staphylinidae) családjának egy alcsaládja.

## Rendszerezés
Közép-Európában a következő nemek képviselői fordulnak elő:
Micropeplus (Latreille, 1809)

## Magyarországon előforduló fajok
- Micropeplus fulvus (Erichson, 1840)
- Micropeplus marietti (Jacquelin du Val, 1857)

## Fordítás
- Ez a szócikk részben vagy egészben  a   Micropeplinae című orosz Wikipédia-szócikk fordításán alapul.  Az eredeti cikk szerkesztőit annak laptörténete sorolja fel. Ez a jelzés csupán a megfogalmazás eredetét és a szerzői jogokat jelzi, nem szolgál a cikkben szereplő információk forrásmegjelöléseként.